# سولاپور
شهر سولاپور یا شولاپور (به انگلیسی: Solapur) با جمعیت ۲٬۲۵۳٬۸۴۰ نفر (طبق سرشماری ۲۰۱۱) در غرب ایالت مهاراشترا در کشور هند واقع شده‌است.
سولاپور هفتمین شهر پرجمعیت ایالت مهاراشترا است و نقطه‌ای مهم در محل اتصال خط راه‌آهن مرکزی هند به‌شمار می‌رود. و صنایع کوچک و متوسط در آن استقرار دارد.